# Гамзатов, Магомед Юсупович
Магоме́д Юсу́пович Гамза́тов (5 мая 1910, Мегеб, Дагестанская АССР — 5 сентября 1976, Калинин) — Гвардии подполковник Советской Армии, участник Великой Отечественной войны, Герой Советского Союза (1943).

## Биография
Магомед Гамзатов родился 5 мая 1910 года в селе Мегеб (ныне — Гунибский район Дагестана) в крестьянской семье. По национальности аварец. Окончил 7 классов неполной средней школы, в 1932 году — двухгодичные кооперативные курсы. В 1932 году Гамзатов был призван на службу в Рабоче-крестьянскую Красную Армию. В 1935 году он окончил Орджоникидзевское пехотное училища, в 1936 году — Закавказскую объединённую военную школу. С октября 1941 года — на фронтах Великой Отечественной войны. Участвовал в боях на Северо-Кавказском фронте, два раза был тяжело ранен и контужен. К ноябрю 1943 года гвардии майор Магомед Гамзатов командовал батальоном 6-го гвардейского стрелкового полка 2-й гвардейской стрелковой дивизии 56-й армии Северо-Кавказского фронта. Отличился во время освобождения Крыма.
В ночь со 2 на 3 ноября 1943 года батальон Гамзатова погрузился на суда и в шторм на них проплыл 80 километров через Керченский пролив. Когда батальон высадился на Керченском полуострове в районе деревне Глейки, Гамзатов развернул его на захваченном плацдарме и на следующий день выбил войска противника из села Маяк (ныне — посёлок Подмаячный в черте Керчи).
Указом Президиума Верховного Совета СССР от 17 ноября 1943 года за «образцовое выполнение боевых заданий командования в Керченско-Эльтигенской операции и проявленные при этом мужество и героизм» гвардии майор Магомед Гамзатов был удостоен высокого звания Героя Советского Союза с вручением ордена Ленина и медали «Золотая Звезда» за номером 2166.
Был также награждён четырьмя орденами Красного Знамени, двумя орденами Красной Звезды, а также рядом медалей.
Закончил войну в Восточной Пруссии в должности командира полка. Продолжал службу в Советской Армии. В 1956 году в звании подполковника Гамзатов был уволен в запас. Проживал в городе Калинине (ныне — Тверь), занимался общественной работой.
Умер 5 сентября 1976 года.

## Память
На родине Гамзатова установлен его бюст и названа в его честь школа.
Однофамилец героя, поэт Расул Гамзатов посвятил ему стихотворение «Тезке моего брата».